# Marie-Claire Foblets
Prof. Dr. Marie-Claire, Simone, France, Ghislaine, baronne Foblets, née le 4 novembre 1959 à Brasschaat, est un professeur de droit et d'anthropologie belge reconnue mondialement.
Licenciée en droit et en philosophie et docteur en anthropologie, elle est professeur à la KULeuven, la KUB et l'université d'Anvers ; elle fut professeur visiteur au Laboratoire d'anthropologie juridique de Paris-I/Sorbonne (1993-96). Elle est coprésidente du Antwerps Centrum Migrantenstudies et présidente de la Commission Migrantenvrouwen (Conseil néerlandophone de femmes immigrées).
Elle fait de la recherche dans le domaine de l'interculturalité, la migration et les minorités. Elle est spécialiste du droit des migrations. Elle étudie la situation juridique des allochtones. Elle a déjà publié de nombreux ouvrages et deux monographies sur les problèmes des musulmans dans la société occidentale.
Elle est avocate honoraire de l'ordre français des avocats du barreau de Bruxelles.

## Mandats
- 1990-2002 : Membre du CA de la Nederlandse Vereniging voor de Sociaal wetenschappelijke bestudering van het Recht (VSR)
- 1993-     : Membre du CA de l'Association française des anthropologues du droit (AFAD) ; coprésidente depuis 2002
- 1993-     : Membre du CA de la Commission on Folk Law and Legal Pluralism
- 1996-     : Membre du CA de la Rencontre franco-allemande d'anthropologie juridique
- 1997-     : Membre du CA de la Vereniging voor de bestudering van het recht van de Islam en het Midden Oosten (RIMO) (Facultés de Droit de Leyde, Maastricht et Utrecht)
- 2002-     : Membre du CA de la Science Sharing (Vlaamse Raad voor Wetenschapsbeleid)
- 1995-2000 : Membre du CA de l' Antwerps Centrum voor Migrantenstudies (ACMS, UA)
- 1993-1998 : Chaire Commission Migration de la National Council of Women.

## Distinctions
- National Bank of Belgium Award, 1993
- Élue professeur Chaire Jacques Leclercq à la Faculté des Sciences Sociales, Louvain-la-Neuve, (1995/1996)
- En 2004, elle a reçu le prix Francqui en sciences humaines
- Membre élue de l'Académie royale flamande des sciences et des arts depuis 2001
- Elle fut élevée au rang de baronne en 2007, avec noblesse héréditaire pour les enfants nés de son mariage avec Jan Velaers, professeur au même université, qui est autorisé au même temps de porter le titre de baron devant son nom.
- Docteur honoris causa de l'Université Saint-Louis - Bruxelles[1]